# Волер (Пенсилванија)
Волер (енгл. Waller) насељено је место без административног статуса у америчкој савезној држави Пенсилванија.

## Демографија
По попису из 2010. године број становника је 48, што је 7 (-12,7%) становника мање него 2000. године.
| Група             | 2000.       | 2010.       |
| Белци             | 55 (100,0%) | 48 (100,0%) |
| Афроамериканци    | 0 (0,0%)    | 0 (0,0%)    |
| Азијати           | 0 (0,0%)    | 0 (0,0%)    |
| Хиспаноамериканци | 0 (0,0%)    | 0 (0,0%)    |
| Укупно            | 55          | 48          |